# Florynce Kennedy
Florynce Rae Kennedy (11 de febrero de 1916-21 de diciembre de 2000) fue una abogada, feminista, defensora de los derechos civiles, conferenciante y activista estadounidense.

## Biografía
Kennedy nació en Kansas City, Misuri, en el seno de una familia afroamericana. Su padre, Wiley Kennedy, era porteador de Pullman y posteriormente montó un negocio de taxis. Fue la segunda de las cinco hermanas, y tuvo una infancia feliz, a pesar de experimentar pobreza de la Gran Depresión y racismo en su vecindario,  mayoritariamente blanco. Kennedy recordaba un momento en el que su padre tuvo que armarse con una escopeta para protegerse de la incesante  presencia del Ku Klux Klan en el vecindario para intentar expulsar a su familia. Más tarde comentó: "Mis padres nos dieron una fantástica sensación de seguridad y valía. Para cuando los fanáticos llegaron a decirnos que no éramos nadie, ya sabíamos que éramos alguien".

Kennedy se graduó como la mejor de su clase en Lincoln High School, tras lo cual trabajó en muchos empleos, incluidos ser dueña de una sombrerería y operaría de ascensores. Tras la muerte de su madre, Zella, en 1942, Kennedy abandonó Misuri y se trasladó a  un apartamento en Harlem, Nueva York con su hermana Grayce. Sobre el traslado a Nueva York, comentó: "Realmente no vine aquí para ir a la escuela, pero las escuelas estaban aquí, así que fui". En 1944 comenzó sus clases en la Escuela de Estudios Generales de la Universidad de Columbia, con especialización pre-derecho y se graduó en 1949. Sin embargo, cuando solicitó ingresar a la facultad de Derecho de la universidad, se le denegó la admisión. En su autobiografía, Kennedy escribió:
El Decano Asociado, Willis Reese, me dijo que me habían rechazado no porque fuera negra sino porque era mujer. Así que le escribí una carta diciéndole que, fuera el que fuera el motivo, a mi me daba igual;  algunos de mis amigos más cínicos pensaron que había sido discriminada por ser negra.
Kennedy se reunió con el decano y amenazó con demandar a la escuela. La admitieron. Y fue la única persona negra entre las ocho mujeres de su clase. En una clase de sociología de 1946 en la Universidad de Columbia, Kennedy escribió un artículo en el que hacía una analogía entre los discursos de raza y sexo. "Kennedy esperaba que la comparación entre  'mujeres' y 'negros' aceleraría la formación de alianzas".

## Trayectoria
Kennedy se graduó de la Facultad de Derecho de Columbia en 1951.
En 1954, abrió su propio despacho, trabajando en casos matrimoniales y algunos penales. Era miembro de los Jóvenes Demócratas. En 1956, se asoció con el abogado que había representado a Billie Holiday en los cargos por drogas. Más tarde  representar el patrimonio de Holiday, y también el de Charlie Parker.
Kennedy actuó en las películas The Landlord (1970, adaptación de la novela de Kristin Hunter, de 1966), en la que interpretó a "Enid", y en el drama político independiente Born In Flames (1983, dirigido por Lizzie Borden), en el papel de "Zella".
Kennedy también actuó en Who Says I Can't Ride a Rainbow junto a Morgan Freeman (1971, dirigida por Edward Mann) y en la serie de televisión Some of My Best Friends are Men (1973).
Kennedy fue uno de los muchos narradores del segundo volumen de una película titulada Come Back, Africa: The Films of Lionel Rogosin,  en la que se analizaba la historia afroamericana y el apartheid en Sudáfrica. Esta película fue hecha para "servir como pieza única de la historia oral afroamericana".
En 1997, Kennedy obtuvo el premio Lifetime Courageous Activist Award, y al año siguiente el reconocimiento de  la Universidad de Columbia con su Owl Award para graduados destacados. En 1999, la City University of New York le otorgó el Century Award.

## Activismo
Kennedy utilizó la interseccionalidad como su enfoque del activismo. Sherie Randolph, en su libro Florynce "Flo" Kennedy: La vida de una feminista radical negra, cita a Flo así: "Mi mensaje principal es que tenemos una sociedad clasista, sexista, institucionalmente racista y patológica. Y esas técnicas de niggerización que se utilizan no solo perjudican a los negros, sino que también a las mujeres, a los homosexuales, a los ex presos, a las prostitutas, a los niños, a los ancianos, a los discapacitados, a los nativos americanos. Y que si podemos comenzar a analizar la patología de la opresión... aprenderíamos mucho sobre cómo tratarla" Kennedy insistió el mismo objetivo: "instar a las mujeres a examinar las fuentes de su opresión. Habló de los actos de resistencia del día a día que todos podemos llevar a cabo con sus propias detenciones y acciones políticas" Kennedy resumió su estrategia de protesta como "poner nerviosos a los blancos".
A menudo se vestía con un sombrero de vaquero y gafas de sol color rosa. Otra de sus señas de identidad en las apariciones públicas eran las pestañas postizas, a las que se refería como sus pestañas "Pato Lucas", y que utilizaba con gran efecto. Kennedy tenía una casa de verano en Fire Island, en cuya esfera social era un elemento popular, y donde entretenía a las muchas personas  activistas que invitaba a visitarla.
Kennedy celebraba reuniones regulares en su apartamento en East 48th Street, frente a la Quinta Avenida, de Nueva York. Presidía la creación de redes y facilitaba  que las personas se conocieran, compartieran ideas, y siempre se le ocurrían proyectos.

### Primeros años
Según Jason Chambers en su libro Madison Avenue and the Color Line: African Americans in the Advertising Industry, su activismo comenzó temprano: "Tras graduarse de la escuela secundaria, [Kennedy] organizó un exitoso boicot contra un embotellador de Coca-Cola que se negó a contratar camioneros negros".
"Kennedy recordaba haber sido arrestada por primera vez en 1965 cuando intentó llegar a su casa en East 48th Street y la policía se negó a creer que vivía en el barrio. A partir de entonces, centró su atención en combatir el racismo y la discriminación". 
Trabajó como activista por el feminismo y los derechos civiles, y los casos que aceptó tendieron cada vez más a estar relacionados con estas causas. Era amiga cercana de Morton Birnbaum MD, también licenciado en Derecho por la Universidad de Columbia, en cuyo concepto de sanidad influyó durante la década de 1960.
Kennedy estableció el Taller de  Medios de Comunicación en 1966, "[utilizando] estas sesiones para discutir estrategias para desafiar a los medios y enfatizar la importancia de compartir información táctica a través de las líneas de movimiento". Ella y otros organizaron piquetes para presionar a los medios por su representación de los negros. Afirmó que lideraría los boicots de los principales anunciantes si no incluían a personas negras en sus anuncios. Asistió a las tres conferencias de Black Power y representó a H. Rap Brown, Assata Shakur y Black Panthers. Kennedy también representó a la prominente feminista radical Valerie Solanas, quien fue juzgada por el intento de asesinato de Andy Warhol en 1968. 
Kennedy jugó un papel importante en la formulación de la protesta de Miss América de 1968. Esta protesta sse utilizó como herramienta para demostrar la "explotación de la mujeres". Randolph señaló en su libro, Florynce "Flo" Kennedy: La vida de una radical feminista negra, que Kennedy se responsabilizó de reclutar a otras feministas negras para esta protesta asumiendo como abogada los casos de varias mujeres que fueron arrestadas.
En la década de 1970, Kennedy viajó para dar un ciclo de conferencias con la escritora Gloria Steinem. Si un hombre le preguntaba a la pareja si eran lesbianas – un estereotipo de feministas en ese momento – Kennedy citaría a Ti-Grace Atkinson respondiendo: "¿Eres tú mi alternativa?" Fue una de los primeros miembros de la Organización Nacional de Mujeres, pero la dejó en 1970, insatisfecha con su enfoque del cambio. En 1971 fundó el Partido Feminista, que nominó a Shirley Chisholm para presidenta. También ayudó a fundar la Asamblea Política Nacional de Mujeres. A partir de 1972, formó parte del Consejo Asesor del Westbeth Playwrights Feminist Collective, un grupo de teatro de la ciudad de Nueva York que produjo obras sobre temas feministas. La "posición de Kennedy sobre el papel de las feministas negras fue diplomática sin ser evasiva".
Kennedy apoyó el derecho al aborto y fue coautora, junto con Diane Schulder, del libro Abortion Rap. La frase "Si los hombres pudieran quedar embarazados, el aborto sería un sacramento" que a veces se atribuye a Kennedy, Gloria Steinem la atribuyó a "una vieja taxista irlandesa en Boston" a quien dijo había conocido con Kennedy. En 1972, Kennedy presentó cargos de evasión de impuestos ante el Servicio de Impuestos Internos contra la Iglesia Católica, argumentando que su campaña contra el derecho al aborto violaba la separación entre iglesia y estado.
Sherie Randolph describe en su artículo "No confiar completamente en los tribunales" que Kennedy fue uno de los abogados en el caso Abramowicz v. Caso Lefkowitz, la demanda colectiva que quería derogar las estrictas leyes de aborto de Nueva York, y declara: "Este caso fue uno de los primeros en utilizar a mujeres que sufrieron abortos ilegales como testigos expertos en lugar de depender de los médicos".  "Estas tácticas se utilizaron finalmente en el Caso Roe contra Wade, en 1973, que derogó las leyes restrictivas sobre el aborto ".  Kennedy fue abogada del Colectivo la Salud de las Mujeres y 350 demandantes en un juicio similar sobre el aborto en Nueva York.

### Activismo posterior
Tras la rebelión de 1971 en la prisión de Attica en el estado de Nueva York como resultado del abuso de los derechos humanos, surgió la cuestión de la solidaridad entre el movimiento del poder negro y el movimiento feminista, lo que a menudo obligaba a las activistas a elegir entre uno de los dos. Kennedy abordó la discordia que tenían las feministas contra quienes apoyaban tanto al movimiento del poder negro como al feminismo diciendo: "No apoyamos a Attica. Somos Attica. Somos Ática o no somos nada ". En 1973, Kennedy fundó, junto con Margaret Sloan-Hunter la Organización Nacional de Feministas Negras (NBFO),  que se ocupaba también de cuestiones de raza y género, como derechos reproductivos y campañas de esterilización dirigidas a razas específicas.

En 1973, para protestar por la falta de baños para mujeres en la Universidad de Harvard, las mujeres vertieron frascos de orina falsa en los escalones del Lowell Hall de la Universidad, una protesta pensada por Kennedy pensó y en la que también participó. Cuando se le preguntó sobre esto, comentó:
Solo soy una mujer de color de mediana edad que habla ruidosamente, con la columna vertebral fusionada, a la que le falta un metro de intestinos, y mucha gente piensa que estoy loca. Quizá tú  también,  pero nunca me detengo a preguntarme por qué no soy como los demás. El misterio para mí es por qué no hay más gente como yo.
En 1977, la  revista People publicó que ella era "la boca más grande, ruidosa e, indiscutiblemente, la más grosera en el campo de batalla".
En 1977, Kennedy se convirtió en socia del Instituto de Mujeres para la Libertad de Prensa (WIFP, en sus siglas en inglés), una organización editorial estadounidense sin fines de lucro. La WIFP trabaja para incrementar la comunicación entre las mujeres y conectar al público con medios de comunicación organizados por  mujeres.
Fuerte oponente de las guerras militares e intervencionistas, especialmente la guerra de Vietnam, Kennedy acuñó el término "Pentagonorrea".

## Vida personal
En 1946, Kennedy escribió una monografía titulada The Case Against Marriage (El caso contra el matrimonio), que luego resumió en su autobiografía:
... la idea es que el matrimonio es una tontería. ¿Por qué deberías encerrarte en el baño solo porque tienes que ir tres veces al día?
En 1957, Kennedy se casó con el autor de ciencia ficción Charles Dye, quien anteriormente estuvo casado con la también autora de ciencia ficción Katherine MacLean. Dye sufría de alcoholismo y murió en 1960. Kennedy nunca se volvió a casar ni tuvo hijos.
En 1986, cuando cumplió 70 años, Kennedy celebró una fiesta de cumpleaños en el Playboy Club de la ciudad de Nueva York, patrocinada por Christie Hefner, hija de Hugh Hefner y ex directora ejecutiva de Playboy Enterprises.
Kennedy contribuyó con el artículo "La opresión institucionalizada contra la mujer" a la antología de 1970 Sisterhood is Powerful: An Anthology of Writings From The Women's Liberation Movement, editada por Robin Morgan. En 1976, Kennedy escribió una autobiografía, Color Me Flo: My Hard Life and Good Times (Englewood Cliffs, Nueva Jersey: Prentice Hall), en la que escribió sobre su vida y carrera. También colaboró con William Francis Pepper en el libro Discriminación sexual en el empleo: análisis y guía para profesionales y estudiantes.  Murió el 21 de diciembre de 2000, en su casa de Nueva York, a los 84 años
Kennedy fue una atea que dijo vez dijo: "Es interesante especular cómo se desarrolló que en dos de las instituciones más antifeministas, la iglesia y el tribunal de justicia, los hombres lleven vestido".

## En la cultura popular
Kennedy apareció dos veces en las biografías de 2020 de otras mujeres. En la Sra. America, una serie limitada de FX sobre Phyllis Schlafly, Niecy Nashhizo de intérprete, mientras que en la película biográfica de Gloria Steinem de 2020, The Glorias, fue interpretada por Lorraine Toussaint.